# Digueifel
Digueifel is een dorp in de Portugese gemeente Oliveira do Hospital en Arganil. Het ligt in de vallei van de Alva, tussen de dorpen Vila Cova de Alva en Vila Pouca da Beira.
De oppervlakte van het dorp bedraagt ongeveer 0,16 km² en het heeft ongeveer 120 inwoners. Het behoort tot de freguesias Vila Pouca da Beira en Lourosa.
De belangrijkste bezienswaardigheid in het dorpje is een kapelletje uit 1746, de Capela de Nossa Senhora do Rosário.
Ondanks de relatief geringe grootte van het dorp is er zowel een voetbal- als zaalvoetbalteam.